# Nathaniel Gorham

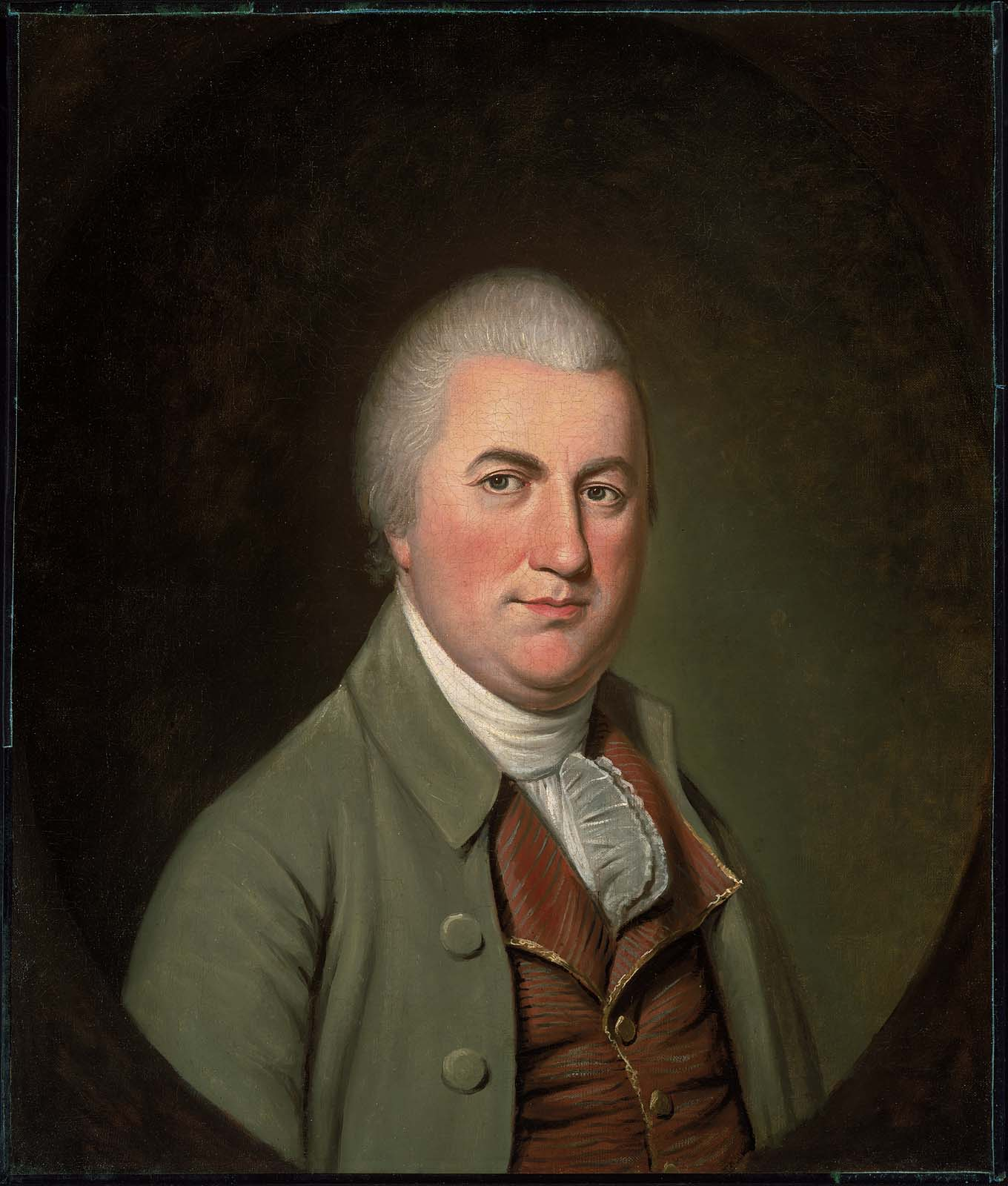
Nathaniel Gorham

Nathaniel Gorham (* 27. Mai 1738 in Charlestown, Province of Massachusetts Bay; † 11. Juni 1796 ebenda) war ein US-amerikanischer Politiker, achter Präsident des Kontinentalkongresses der Konföderation und mit der Unterzeichnung der Verfassung der Vereinigten Staaten einer der Gründerväter der USA.

## Leben und Wirken

### Persönliches
Nathaniel Gorham wurde 1738 als Sohn eines Schiffsarbeiters in Charlestown, Massachusetts geboren. Nach einer Schulausbildung und einigen kleinen Arbeitsposten in seiner Heimatstadt ging Gorham 1754 in New London, Connecticut bei Nathaniel Coffin, einem Kaufmann, in die Lehre. Nachdem er mit dem Import-Export-Handel vertraut gemacht worden war, kehrte er 1759 in seine Heimat zurück und eröffnete sein eigenes Geschäft. 1763 heiratete er Rebecca Call, mit der er neun Kinder hatte.

### Politische Karriere
Im Jahr 1770 startete Gorham seine Karriere als Notar. Im darauffolgenden Jahr wurde er in die Legislative der Dreizehn Kolonien gewählt, drei Jahre darauf, 1774, wurde er Delegierter des Massachusetts Provincial Congress, einer provisorischen Regierung im Amerikanischen Unabhängigkeitskrieg. Mitglied des Kontinentalkongresses wurde er im Jahr 1782. Präsident des Kongresses der Konföderation wurde er am 15. Mai 1786, nachdem John Hancock zurückgetreten war. Er wurde 1787 von Arthur St. Clair abgelöst.